# Murtbeli Tol Hanı
Koordinaten: 37° 0′ 50,3″ N, 31° 28′ 5,8″ O
Die Karawanserei des Murtbeli Tol Hanı gehört zu den seldschukischen Karawanenstationen der Kesikbeli-Karawanenroute des 13. Jahrhunderts zwischen dem Zentrum der Rum-Seldschuken in Zentralanatolien, Konya, und den Hafenstädten Alanya und Antalya am Mittelmeer. Sie lag etwa 25 km nördlich von Manavgat etwa 3 km östlich von Sirtköy im Landkreis Manavgat, Provinz Antalya, am Süd-West-Rand der Eynif Ovası. Bereits nördlich des Murtbeli Tol Hans am Kreuzungspunkt „At izi“ teilte sich die seldschukische Kesikbeli-Karawanenroute in einen westlichen und einen östlichen Zweig. Im Gegensatz zum Kargı Hanı, über den die seldschukische Trasse westwärts in Richtung auf Antalya verlief, war der Murtbeli Tol Hanı am östlichen Ast der Route positioniert, die zunächst noch südwärts in Richtung auf Manavgat und Side führte, ehe sie ostwärts küstenparallel Alanya als Ziel hatte. Der Murt Beli Hanı war somit die zehnte Karawanserei auf dieser Karawanenroute zwischen Konya und Alanya.

## Zum Namen
Der Name der Karawanserei wird in einigen Quellen als Beldibi Han erwähnt. In den meisten Forschungsunterlagen wird der richtige Name dieser Unterkunft als Murt Beli Hanı erwähnt (bei Tunç/Içaydın Mut-Beli Han). Darüber hinaus ist die Karawanserei in einigen Quellen bei den Einheimischen auch als Tol Han bekannt. Tol ist in der Landessprache eine allgemeine Bezeichnung für gewölbte Strukturen. Der Beldibi-Han ist zusammen mit dem Kargı Hanı eine der Karawansereien, die in der Seldschukenzeit an der historischen Kesik-Beli-Karawanenstraße gebaut wurden.

## Baubeschreibung
Die Ruinen der Karawanserei Beldibi-Han liegen in einem Waldstück etwa 3 km östlich von Sirtköy, dem antike Ort Etenna in Pamphylien, und der Karawanserei Tol-Han in der Eynif Ovası. Sie ist heute umgeben von Bäumen und Pflanzen inmitten einer wilden Geographie. Wie die meisten Gebäude dieser Art entstand auch der Beldibi Hanı vermutlich als kleinere Raststation zum Schutz von Reisenden auf dem Weg von Side über Beyşehir nach Konya. Die Karawanserei ist insgesamt in einem schlechten Zustand und dient als Ziegenstall. Den Eingang zum in Ost-West-Richtung angelegten Komplex bildet eine niedrige Bogentür im Osten, die aus dem Bauwerk nach vorne versetzt wurde und heute noch steht. Von den äußeren Hauptmauern wurden die Nord-, Süd- und Westmauer von außen von dreieckigen Strebepfeilern getragen. Der Innenbereich des Gasthauses gliedert sich in fünf senkrecht zum Eingang angeordnete und mit steinernen, von Spitzbögen getragenen Gewölben bedeckte Schiffe.
Obwohl die meisten Außenwände zerstört sind, haben die Eingangstür und die markanten Innenteile dem Verfall widerstanden. Die Mauern der Vorhofes sind größtenteils verstürzt, und Trümmer um den ehemaligen Hof erschweren den Zugang zum geschlossenen Hauptgebäude. Von den Außenverkleidungen sind nur spärliche Reste überwiegend um den Haupteingang zum Winterteil erhalten, dessen Dach ebenfalls verstürzt ist. Eine Bauinschrift ist nicht vorhanden. Die fehlende Inschrift wurde an einer Hauswand im benachbarten Sırtköy gefunden.

## Zur Geschichte
Die Karawanserei nördlich von Manavgat wurde 1231 vom seldschukischen Staatsmann Emir Esededdin Ayaz im Dorf Murt Beli des Bezirks Manavgat gestiftet. Dieser hatte während der Zeit von Gıyaseddin Keyhüsrev I., Izzeddin Keykavus I. und Alaeddin Keykubad I. eine Positionen als Markgraf (Atabey, Subaşı) inne. Während der Regierungszeit von Alaeddin Keykubad I. war er der Weinverkoster der Palastorganisation. Darüber hinaus war er viele Jahre auch als eine Art Raumordnungsminister bei verschiedenen Bauten im Auftrag des Staates tätig.
Möglicherweise wurde der Beldibi Hanı im Zusammenhang mit den Celâli-Aufständen zerstört. Nach der Herrschaft von Suleiman dem Prächtigen (1520–1566) und den Kriegen mit den Österreichern im Westen und dem Iran im Osten war das Osmanische Reich in eine Stagnation gefallen. Neue (eroberte) Ländereien, die wie bisher dem Reich "beitraten" – und damit neue Steuern, neue Beute – gab es nicht mehr. Depressionen entstanden in der sozialen, wirtschaftlichen und militärischen Struktur des Osmanischen Reiches. Den wirtschaftlichen Problemen im Staatshaushalt versuchte man durch hohe Steuern der in Anatolien lebenden Bevölkerung zu begegnen, wodurch die Reaya in sehr schwierige wirtschaftliche Schwierigkeiten (Reaya: "beherrschte" Gruppe der Bevölkerung: Bauern, Handwerker, Kaufleute und andere Steuerzahler) gerieten. In den Provinzen kam es zu lokalen/regionalen innenpolitischen Machtkämpfen und blutigen Auseinandersetzungen. Darüber hinaus nahmen Druck, Tyrannei und Korruption der Janitscharen, Timarbesitzer und Steuereintreiber auf das Volk zu. Bestechung und Gunst waren an die Stelle von Verdiensten getreten. Ein von Scheich Celâl um Bozok (Yozgat-Tokat) begonnener Aufstand (1519) wurde zwar in kurzer Zeit niedergeschlagen, ähnliche Aufstände aber breiteten sich zwischen 1550 und 1600 als „Celâli-Aufstände“ im ganzen Reich aus, manche sogar bis 1658. Viele Reaya, die keine Sicherheit für Leben und Besitz hatten, wanderten von ihren Siedlungen an andere Orte ab, die landwirtschaftliche Produktion konnte nicht mehr betrieben werden, und es folgten Hungersnot und Seuchen, so dass viele Siedlungen, die in den Tahrir-Registern (Steuerregister) des 16. Jahrhunderts vermerkt waren, ganz verschwanden. Banditenangriffe und Raubüberfälle insbesondere auf staatliche Institutionen und Organisationen richteten großen Schaden an. Historisch wird diese Migrationsbewegung, als die Celâli-Revolten insbesondere in den Perioden von Murat III. (1574–1595) und Mehmet III (1595–1603) ihren Höhepunkt erreichten, als „Büyük Kaçgunluk“ (große Flucht) bezeichnet. Migranten flohen in versteckte Gebiete (Berge und Wälder), von denen sie glaubten, dass sie dort nicht zu finden waren, um der Verfolgung von Banditen und/oder staatlichen Steuerbeamten zu entgehen.
Damals sorgte der Beydiğin-Stamm als offizielle Sicherheitskraft des Staates für Sicherheit an der Kesik-Beli-Karawanenroute und rund um den Beldibi Hanı, der während dieser Rebellionen häufig das Ziel von Angriffen, Überfällen, Zerstörungen, Abschlachten und Plünderungen durch verschiedene Banditenbanden war, die jahrelang dauerten. Infolgedessen mussten Mitte des 17. Jahrhunderts die ersten Siedlungen des Beydiğin-Stammes um den Beldibi Han aufgegeben werden. Stammesangehörige lebten danach in bergigen und abgelegenen Gebieten, wie Ballık, Petir, Çark İni, Sarımahmut und anderen nahe gelegene Regionen am südlichen Rand des Akdağ 8–15 km vom Beldibi Han entfernt. Dort gibt es zwischen Eichen und Büschen Ruinen von Häusern und Scheunen sowie Friedhöfe von Mitgliedern des Stammes. Die geflohenen Bewohner nahmen den nomadischen "Yörük-Lebensstil" an und besetzten mit ihren Zelten (Oba) im Sommer die Hochebenen des zentralen Taurusgebirges und im Winter die Busch- und Waldgebiete unterhalb. Diese verstreuten nomadischen Wohnplätze wurden ab 1965 südlich des Kargı Hanı (siehe dort) angesiedelt. Der Ursprung des heutigen Dorfes Beydiğin stammt von Bewohnern dieser Obas.